# Viviane Reding
Viviane Reding (Esch-sur-Alzette, 27 de abril de 1951) é uma política luxemburguesa que presentemente é membro do Parlamento Europeu e que ocupou anteriormente o cargo de comissária europeia de Justiça, Direitos Fundamentais e Cidadania, tendo sido igualmente a primeira Vice-Presidente da Comissão Europeia. Antes de iniciar uma carreira profissional como jornalista para o principal jornal do Luxemburgo, o Luxemburger Wort, obteve um doutorado em ciências humanas na Sorbonne. De 1986 a 1998, foi Presidente da União dos Jornalistas de Luxemburgo.
Paralelamente, iniciou sua carreira política em 1979, sendo eleita deputada no Luxemburgo. Em 1989, foi eleita deputada europeia tendo sido reeleita em 1994 e em 1999. Em 1999, foi nomeada para a Comissão Europeia, sendo encarregada da educação, cultura, juventude, média e desporto. A partir de 2004, foi encarregada da Sociedade da Informação e da Média. Em Junho de 2009 foi uma vez mais reeleita deputada do Parlamento Europeu mas a 27 de novembro de 2009, foi nomeada Vice-Presidente e Comissária responsável pela área da Justiça, Direitos Fundamentais e Cidadania, na "Comissão Barroso II" tendo iniciado as suas funções a 9 de fevereiro de 2010 após confirmação pelo Parlamento Europeu.
É filiada no Partido Popular Europeu (PPE).

## Ação enquanto Comissária Europeia
Em Setembro de 2010, Reding criticou a iniciativa da França de deportar ciganos, declarando que não esperava ver que tais práticas ocorressem na Europa depois da Segunda Guerra Mundial. O Presidente francês, Nicolas Sarkozy, declarou-se escandalizado com as declarações de Reding. Diante da repercussão, a Comissária esclareceu que não tinha intenção de comparar a situação ocorrida na II Guerra com as atuais ações do governo francês. "Lamento as interpretações que desviam a atenção do problema que agora devemos resolver. Em caso algum quis estabelecer um paralelo entre a Segunda Guerra Mundial e as ações do atual governo francês", disse.  Como resultado da ação da Comissão Europeia o governo francês teve de alterar a legislação para conformar-se com as normas da União Europeia e de respeito pelos direitos de todos os cidadãos europeus.
A 27 de Janeiro 2011, Zoni Weisz, um sobrevivente do holocausto discursando perante o Parlamento alemão na celebração do dia internacional em memoria das vitimas do holocausto, recordou como a Vice-Presidente da Comissão Europeia Viviane Reding tinha denunciado “com palavras claras” as expulsões de cidadãos de etnia cigana pelo governo francês no verão de 2010. 
A 11 de Julho 2011, referindo-se ao poder exercido pelas principais agências de notação, Reding declarou que a 'Europa não pode permitir que o euro seja destruído por três empresas privadas norte-americanas” exigindo mais transparência e mais concorrência na avaliação de Estados pelas referidas agências.  A 25 Julho 2012 Reding questionou o momento escolhido pela Moody's para fazer alertas ao rating de diversos Estados Membros da União Europeia alegando que as agências norte-americanas apontam os holofotes sobre a Europa sempre que a situação orçamental nos Estados Unidos da América encontra-se deteriorada.
Durante uma visita oficial a Portugal em Maio de 2012, Viviane Reding elogiou, na Assembleia da República e em palestra na Universidade Lusíada de Lisboa , as medidas do governo português sublinhando o consenso político entre os principais partidos e parceiros sociais
.
Em dezembro de 2012 Reding apelou  a todas os atores no âmbito da justiça em Portugal a apoiar as reformas lançadas pelo Governo de Portugal sob a alçada da Ministra da Justiça Paula Teixeira da Cruz.

## Futuro da Europa
Em Fevereiro de 2012 Reding desafiou os líderes europeus a agirem no preparação do futuro do continente europeu. Num artigo inicialmente publicado no Wall Street Journal   Reding apresentou um Plano de 5 pontos para a construção de uma União Europeia mais forte e sólida em 2020. Este apelo levou a Comissão Europeia a lançar uma consulta pública sobre os direitos dos cidadãos e o futuro da Europa. Em Março e em Maio de 2012 Viviane Reding detalhou em discursos em Francoforte em Tallinn a sua visão e plano. 
O plano Reding forçou os líderes da União Europeia - Herman Van Rompuy, José Manuel Durão Barroso, Jean Claude Juncker e Mario Draghi - a elaborarem um relatório em Junho de 2012 sobre os passos a seguir para consolidar a União Europeia numa verdadeira União Económica e Monetária.
O apelo de Viviane Reding instigou também um grupo de ministros dos negócios estrangeiros da União Europeia, sob a iniciativa do Ministro alemão Guido Westerwelle, a criar uma reflexão sobre o futuro do continente europeu. 
As ideias lançadas por Reding em Fevereiro serviram de inspiração ao Presidente da Comissão Europeia José Manuel Durão Barroso no seu discurso sobre o Estado da União Europeia perante o Parlamento Europeu em Estrasburgo, França a 12 Setembro 2012.  Estas ideias estão também na origem da visão do Presidente Barroso de um Plano Pormenorizado para uma União Económica e Monetária aprofundada  apresentado a finais de Novembro 2012.
Em Novembro 2012 Reding apelou num discurso em Passau, Alemanha e numa série de artigos de opinião  para a transformação da União Europeia nuns verdadeiros Estados Unidos da Europa.
A 23 de fevereiro de 2013 Reding participou num debate com os cidadãos na cidade de Coimbra sobre o futuro da Europa. 

## Ligações Externas
- (em inglês) Página de Viviane Reding da Comissão Europeia

- Entrevista a Viviane Reding - Publico - 14/05/2012
- Entrevista a Viviane Reding - SIC Noticias / Sociedade das Nações - 25/05/2012
- Entrevista a Viviane Reding - Euronews - 29/08/2012